# Minh Tâm, Cao Bằng
Minh Tâm là một xã thuộc tỉnh Cao Bằng, Việt Nam.

## Địa lý
Xã Minh Tâm nằm ở phía đông bắc huyện Nguyên Bình, có vị trí địa lý:
- Phía đông giáp huyện Hòa An
- Phía tây giáp xã Vũ Minh
- Phía nam giáp xã Hoa Thám
- Phía bắc giáp huyện Hòa An.

Xã Minh Tâm có diện tích 53,78 km², dân số năm 2019 là 3.733 người, mật độ dân số đạt 69 người/km².
Trên địa bàn xã có một số núi như: Pù Nạn, Quang, khau Kẻ Si, khau Tu Lùm, một phần núi Khắc Thiệu và các hang: Kéo Quảng và Lũng Tàn.
Quốc lộ 34 chạy qua địa bàn xã theo chiều đông - tây.
Tên xã được đặt theo tên của  một chiến sĩ cộng sản tham gia kháng chiến chống Pháp.

## Lịch sử
Tên của xã được đặt theo tên của  một chiến sĩ cộng sản tham gia kháng chiến chống Pháp.
Địa bàn xã Minh Tâm hiện nay trước đây vốn là hai xã Minh Tâm, Lang Môn và một phần xã Bắc Hợp.
Ngày 9 tháng 9 năm 2019, Hội đồng Nhân dân tỉnh Cao Bằng ban hành Nghị quyết số 27/NQ-HĐND về việc sáp nhập một số xóm thuộc ba xã Minh Tâm, Lang Môn, Bắc Hợp.
Trước khi sáp nhập, xã Minh Tâm có diện tích 17,24 km², dân số là 1.367 người, mật độ dân số đạt 79 người/km², có 4 xóm: Bắc Sơn, Bình Minh, Đông Sơn, Long Hoa. Xã Lang Môn có diện tích 26,34 km², dân số là 1.623 người, mật độ dân số đạt 62 người/km², có 5 xóm: Đồng Tâm, Hợp Nhất, Lang Môn, Nà Bao, Nà Nọi. Xã Bắc Hợp có diện tích 17,40 km², dân số là 1.148 người, mật độ dân số đạt 66 người/km², có 4 xóm: Giang Sơn, Mai Sơn, Tà Sa, Tân Tiến.
Ngày 10 tháng 1 năm 2020, Ủy ban Thường vụ Quốc hội ban hành Nghị quyết số 864/NQ-UBTVQH14 về việc sắp xếp các đơn vị hành chính cấp huyện, cấp xã thuộc tỉnh Cao Bằng (nghị quyết có hiệu lực từ ngày 1 tháng 2 năm 2020). Theo đó, sáp nhập toàn bộ diện tích và dân số của xã Lang Môn cùng với 10,20 km² diện tích tự nhiên và 743 người của xã Bắc Hợp vừa giải thể vào xã Minh Tâm.